# Konjeniški meč
Konjeniški meč (tudi palaš, udrihač) je predstavljal osnovno orožje pripadnikov konjenice vse do prve svetovne vojne.
Meč je bil po navadi dvorezen ter dolg, tako da je lahko konjenik dosegel tudi pešca. Za razliko od srednjeveških mečev so imeli konjeniški meči ročaj in branik oblikovani podobno kot pri sablji; dodan je bil še odbojnik, ki je povezal branik in konec ročaja in tako zaščitil dlan konjenika.
Udrihač je kratek meč s širokim rezilom. Dolžina rezila se je gibala od 70 cm do 1 m, širina pa od 10 do 15 cm. Zaradi širine rezila je bil udrihač sorazmerno težak in ga je uporabljala težka konjenica v bližinskih bojih. Kratkost meča je omogočala konjeniku okretnost, izognil se je poškodbam, ki bi jih daljši meč lahko prizadejal lastnemu konju, hkrati pa mu je omogačalo boljše in hitrejše obvladanje orožja. Težišče meča je bilo pomaknjeno globoko proti ročaju, zaradi česar je bila moč udarca močno povečana. Z udrihačem je konjenik udrihal in razbijal čelade pehote.